# Question communautaire en Belgique
 (septembre 2016).
 (septembre 2016).
- Si vous ne connaissez pas le sujet, laissez ce bandeau (vous pouvez alors contacter les auteurs).
- Si vous supprimez le contenu mis en cause (vous pouvez préalablement contacter les auteurs),

argumentez précisément cette suppression dans la page de discussion
(un manque de référence n'est pas un argument ; une recherche réelle de référence doit avoir été effectuée, être formellement documentée).
La Belgique est caractérisée par une forte question communautaire liée à des tensions linguistiques et culturelles, mais également sociales, économiques et idéologiques.
Au XIXe siècle, la seule langue officielle reconnue par la Belgique était le français, alors parlé par une minorité aisée de la population ; en Flandre, la majeure partie de la population parlait des dialectes néerlandais (flamand, brabançon, limbourgeois), et en Wallonie des dialectes wallon et picard. Si la Wallonie romane s'est peu à peu francisée, ainsi que Bruxelles, ce n'est pas le cas de la Flandre germanique où le mouvement flamand réclamait l'ajout du néerlandais comme langue nationale de la Belgique. En réponse est apparu le mouvement wallon qui visait à maintenir la position dominante de la langue française tout en affirmant son originalité par rapport à la France (les belgicismes).
Au XXe siècle, la question communautaire s'est imposée en Belgique et s'est également complexifiée, notamment avec l'annexion en 1919 des Cantons de l'Est, germanophones, la montée en puissance du nationalisme flamand, les tensions sur la question de Bruxelles (ville majoritairement francophone en région majoritairement néerlandophone), la montée des revendications fédéralistes du mouvement wallon ainsi que le déclin économique de la Wallonie. Plusieurs événements politiques, comme la question royale et la grève générale de l'hiver 1960-1961, ont été marqués par une forte disparité communautaire et ont participé à la montée de sentiments régionalistes.
Dans les années 1970, à la suite de l'affaire de Louvain et sous pression des courants et partis régionalistes, commence une série de réformes de l'État qui mettront fin à la Belgique unitaire et poseront les bases d'une Belgique fédérale ; la Belgique en est aujourd'hui à sa 6e réforme de l'État, dont la dernière date de 2014. Les années 1970 sont également une période où les différents partis belges commencent à se scinder entre leur aile francophone et leur aile néerlandophone, au point qu'il n'existe aujourd'hui quasiment plus aucun parti national en Belgique.
Les tensions communautaires ont ainsi donné à la Belgique sa structure institutionnelle fédérale actuelle. Le pays est désormais divisé en trois communautés culturelles et linguistiques (francophone, néerlandophone et germanophone) et en trois régions socio-économiques (wallonne, flamande et bruxelloise). Les tensions communautaires sont aujourd'hui encore très présentes en Belgique, notamment avec la présence d'un nationalisme flamand très important réclamant la mise en place d'un confédéralisme belge voire l'indépendance de la Région flamande, la montée de revendications régionalistes en Communauté germanophone demandant la création d'une Région germanophone et d'une Province germanophone, ainsi que des revendications socio-économiques wallonnes de plus en plus radicales.

## Structure fédérale
La Belgique est un État fédéral, composé de trois Communautés et de trois Régions. Chacune a une structure législative et une structure exécutive propre, en plus de celles de l'État fédéral. Le pouvoir judiciaire demeure fédéral.
1. La Communauté flamande, la Communauté française, et la Communauté germanophone. Ces institutions ont dans des compétences relatives aux personnes qui en sont membres, par exemple l’enseignement.
2. La Région flamande, la Région wallonne, et la Région de Bruxelles-Capitale. Ces institutions ont des compétences portant sur leur territoire, par exemple la gestion de l’eau.

Une des difficultés majeures de cette construction institutionnelle est le chevauchement de Communauté et Région : les communautés flamande et française ont des compétences sur le sol de Bruxelles-Capitale, la Flandre a choisi de fusionner ses institutions législative et régionale en un seul parlement et gouvernement, et a nommé Bruxelles capitale de la Flandre alors que la Wallonie a choisi Namur.
Bruxelles est au cœur du débat institutionnel. Elle est géographiquement enclavée en Flandre, et son financement dépend de l'État fédéral.

## Un conflit à trois composantes
Bruxelles n'est pas que la capitale du pays. Elle est aussi une Région, avec des problèmes spécifiques liés à l'emploi des langues, mais pas exclusivement. Elle doit les résoudre comme entité fédérée. Bruxelles est la capitale d'un État fédéral dont elle est aussi une entité fédérée. Mais le système institutionnel belge ne permet pas qu'une autorité fédérale (par exemple), tranche dans l'intérêt commun : les autorités régionales bruxelloises et flamandes sont en conflit sur ce point, Flamands d'une part, Bruxellois francophones (et parfois néerlandophones), d'autre part campant fermement sur leurs positions.
C'est l'existence de trois[réf. nécessaire] groupes distincts – les Flamands, les Wallons, les Bruxellois (francophones + néerlandophones) – qui explique les problèmes dits communautaires, chacun de ces groupes ayant légitimement des intérêts qui peuvent diverger.
Tout au long du conflit et cela au moins depuis la Première Guerre mondiale des militants wallons et flamands parfois très radicaux ont cherché à se parler pour résoudre la question pacifiquement, discussions notamment de l'Accord Schreurs-Couvreur, qui préfigurent – alors que par définition elles se déroulent entre personnes fort opposées – la solution pacifique et démocratique du fédéralisme belge.

## Les langues parlées en Belgique
La Belgique compte trois langues officielles : le néerlandais (parlé par 60 % de la population), le français (39 % de la population) et l'allemand (1 % de la population).
Le système actuel est basé sur des régions linguistiques, ce qui suppose que tous les habitants d'une région parlent la même langue, ce qui n'est pas réellement le cas puisque, notamment autour de Bruxelles et près de la frontière linguistique, on trouve de nombreuses personnes qui ne parlent pas la langue de la Région dans laquelle ils se trouvent, mais bien celle de la Région d'à côté.[Interprétation personnelle ?] Il peut être intéressant de noter aussi que la langue officielle d'une Région n'est pas forcément celle qui y est parlée en réalité :[non neutre] il existe en effet un certain nombre de patois qui diffèrent parfois beaucoup de la langue officielle de la Région.[pas clair]
À l'indépendance, en 1830, on trouve au Nord les dialectes flamands, brabançons et limbourgeois proches du néerlandais et au Sud les dialectes wallons (très majoritaire), luxembourgeois, picards (en Hainaut occidental), gaumais (ou lorrains) et champenois. D'autre part, au nord comme au sud du pays, la bourgeoisie est francisée.
Progressivement, tous ces dialectes ont reculé, au profit du français en Wallonie et à Bruxelles et du néerlandais en Flandre. Graduellement on a commencé à utiliser le nom Flandre pour toutes les provinces néerlandophones et le nom Wallonie pour toutes les provinces francophones.
Lors de la signature du traité de Versailles en 1919, la Belgique annexa des territoires appartenant jusqu'alors à la Prusse, dont la Wallonie malmédienne (qui avait lutté contre son assimilation à l'Allemagne), du nom de la petite ville de Malmedy. Or l'annexion engloba également deux villes, Eupen et Saint-Vith, qui n'étaient pas de langue wallonne ou française comme Malmedy, mais de langue allemande (ou d'un dialecte de l'allemand). Les habitants de ces deux villes forment aujourd'hui une petite entité fédérée, autonome sur le plan culturel et de l'enseignement : la Communauté germanophone de Belgique (70 000 habitants). Cette communauté s'est du reste accordée officiellement avec la Région wallonne sur les matières (autres que culturelles) que l'une et l'autre exercent (c'est ainsi que la Région wallonne a transféré certaines compétences à la Communauté germanophone comme le tourisme).

### La francisation de Bruxelles
Au cours des XIXe et XXe siècles, Bruxelles s'est transformée d'une ville quasiment entièrement néerlandophone en une ville bilingue, voire multilingue, avec le français pour langue majoritaire et lingua franca. Bien qu'historiquement Bruxelles fût une cité dont les habitants parlèrent des dialectes brabançons — communément appelé dialecte flamand, —, la situation linguistique bruxelloise changea radicalement au cours des deux derniers siècles. À côté d'une immigration française et wallonne, cette progression du français s'explique avant tout par la conversion linguistique de la population néerlandophone au cours des générations. La raison en fut le manque de considération dont jouissait le néerlandais en tant que langue de culture au sein de la société belge, renforcé par l'attrait que représentait à l'époque le français comme langue de haute culture et des échanges internationaux,.
Cette transformation démarra graduellement au XVIIIe siècle mais prit toute son ampleur lorsque la Belgique devint indépendante et que Bruxelles déborda au-delà de ses murs,. La francisation réelle et massive de la population urbaine ne commença cependant que dans la seconde moitié du XIXe siècle. À partir de 1880, on constate une véritable explosion de bilingues au détriment des néerlandophones unilingues,. Le néerlandais ne se transmettait plus à la génération suivante, ce qui a eu pour effet une augmentation considérable du nombre des francophones unilingues après 1910. À partir des années 1960, à la suite de la fixation de la frontière linguistique et de l'essor socio-économique de la Région flamande, la francisation des néerlandophones a reculé,.
Durant la seconde partie du XXe siècle, Bruxelles devint progressivement une ville d'échanges internationaux, ce qui contribua à un afflux d'immigrants qui favorisèrent l'émergence du français ainsi que d'autres langues étrangères, aux dépens du néerlandais. Simultanément, à la suite de l'urbanisation, un nombre supplémentaire de communes précédemment néerlandophones de la Périphérie bruxelloise devinrent majoritairement francophones,,. Ce phénomène, connu en Flandre comme la « tache d'huile francophone », constitue, en même temps que la question du statut de Bruxelles, un des principaux sujets de contentieux de la politique belge,,.

## Historique

### Avant 1830
Jean Stengers affirme qu'au XVIe siècle le sentiment d'appartenance linguistique était absent des Pays-Bas. Il signale en effet que, si les populations de langue française se désignaient par le terme « Wallons » et parlaient parfois des « provinces flamangues », les habitants de ces dernières ne possédaient aucun terme pour se désigner eux-mêmes.
En 1578-1579, au cours des événements qui vont mener à la création de l'Union d'Arras et de l'Union d'Utrecht, certains textes en français évoquent la lutte entre les « Flamands » et les « Wallons », mais le terme « Flamands » désigne ici les habitants du comté de Flandre, par opposition aux habitants des « provinces wallonnes », comtés de Hainaut, d'Artois, châtellenies de Lille, Douai et Orchies. En effet, ces provinces formèrent l'Union d'Arras, alors que les grandes villes du comté de Flandre (Gand, Ypres et Bruges), tout comme Anvers, Bruxelles, Tournai et Valenciennes, rejoignirent l'Union d'Utrecht. Jean Stengers souligne que le ressort principal du conflit n'était pas alors linguistique, mais religieux, même si le facteur linguistique a pu jouer un rôle d'appoint.
Jean Stengers ne perçoit pas non plus de sentiments communautaires au XVIIIe siècle. Il note notamment qu'à l'époque, les néerlandophones n'ont toujours pas de nom pour se désigner collectivement (le terme « Flamands » désigne toujours uniquement les habitants du comté de Flandre). Il observe également qu'à cette époque le facteur linguistique n'a aucune influence sur le politique.

### De 1830 à 1914
Lors de l'indépendance de la Belgique en 1830, la Belgique avait été conçue comme un État unitaire dont la seule langue officielle était le français, en réaction contre la politique de Guillaume Ier des Pays-Bas, qui avait voulu favoriser le néerlandais,. De plus, le suffrage censitaire ne donnait le droit de vote qu'à ceux qui payaient un impôt relativement élevé (supérieur au cens, fixé par la loi électorale), c'est-à-dire aux classes sociales les plus francisées, au nord comme au sud du pays. En effet, à l'époque, les classes supérieures de la société belge étaient partout francophones. Si l'article 23 de la constitution consacrait en principe la liberté dans l'emploi des langues, en pratique l'emploi du néerlandais était réduit autant que possible.
Le français était donc la seule langue utilisée dans la vie politique, administrative, judiciaire et militaire, qui étaient de toute façon dominée par la bourgeoisie, qui ne parlait que le français,. Le peuple n'était que rarement directement confronté à ces institutions, si ce n'est en tant que prévenu (mais le sort des prévenus issus des classes sociales défavorisées ne retenait que peu l'attention des hommes politiques du XIXe siècle) ou en tant que milicien (mais ce problème était mineur, car le contingent ne dépassait pas 13 200 hommes).
Cela mécontenta assez vite (dès 1840) des intellectuels flamands, souvent inspirés par les idéaux du romantisme, aussi bien de tendance libérale que progressiste-catholique, attachés à leur langue, mais l'influence de ce groupe était trop minime pour avoir une influence sur la politique du pays. Au départ ceux-ci se heurtèrent à la majorité de la classe dirigeante belge, peu importe son origine (flamande ou wallonne) avec de notables exceptions. Ainsi, dès 1839, Pierre de Decker, conseiller provincial catholique de Flandre-Orientale, essaya d'attirer l'attention du monde politique sur le peu de reconnaissance dont bénéficiait la langue flamande (via le « pétitionnement en faveur de la langue flamande »), sans succès.
En 1848, l'abaissement du cens eut pour conséquence un élargissement du corps électoral à des classes beaucoup moins francisées. Les élus flamands (il s'agissait surtout de catholiques) devenaient donc progressivement plus sensibles au sort fait à leur langue. En 1851, Pierre de Decker, devenu Premier ministre d'un gouvernement unioniste (mais soutenu en réalité uniquement par les députés catholiques, donc majoritairement issus de Flandre), chargea une commission d'étudier les demandes flamandes. En 1857, celle-ci remis un rapport dans lequel elle recommandait l'introduction d'un large bilinguisme dans l'administration centrale, l'enseignement, la diplomatie et l'armée. Cependant, quelques mois plus tard, les libéraux revenaient au pouvoir et ce rapport resta lettre morte.
En 1858, le refus de Frère-Orban d'indemniser les habitants d'Anvers lésés par la construction de fortifications autour de la ville entraîna en 1860 la création du Meeting, association chargée de défendre les intérêts des propriétaires anversois, mais qui devint vite le lieu propice pour l'expression des griefs flamands, et même un parti politique (le Meetingpartij).
Le mouvement flamand apparut donc en réaction aux discriminations imposées au peuple qui ignorait souvent le français et qui voyait donc son accès à la justice, à l’enseignement et à la culture limité. Ce mouvement choisit l'orthographe unifiée en vigueur aux Pays-Bas pour unifier les dialectes en refusant les particularismes des dialectes locaux.
Cependant, le français restait la langue dominante. En 1863, quand Jan de Laet, élu d'Anvers, prêta serment devant le parlement en néerlandais, il provoqua un scandale. C'est Jules Malou (à la tête d'un gouvernement catholique) qui amorça les premières réformes en 1873 : les prévenus flamands obtenaient certaines garanties quant à l'usage de leur langue dans les tribunaux. En 1878, le même Malou fit voter une loi qui introduisait l'usage du néerlandais dans l'administration. En 1881, en pleine guerre scolaire, le néerlandais fut introduit dans l'enseignement secondaire.
Le mouvement flamand fut renforcé par l’instauration du suffrage plural en 1893. En effet, ce système donna le droit de vote à des personnes appartenant à des couches sociales moins francisées.
En réaction, apparut progressivement un mouvement de défense de la langue française. Au départ, il était surtout le fait d'une élite sociale, en Flandre et à Bruxelles, qui s'opposait à l'introduction du néerlandais dans l'administration. Ce mouvement s'étendit rapidement à la Wallonie. Politiquement, il était marqué par le libéralisme et l'anticléricalisme et défendait surtout l'unité de la Belgique. À partir de 1905-1910, ce mouvement devint de plus en plus le fait de socialistes et des demandes spécifiquement wallonnes apparaissent (on peut alors parler de mouvement wallon). Il faut noter à ce sujet que les Wallons étaient alors très mal représentés politiquement, puisqu'il n'eurent qu'un seul représentant au gouvernement belge entre 1884 et 1902. En outre, le vote socialiste était beaucoup plus important en Wallonie qu'en Flandre, où le parti catholique dominait. C'est entre autres pour empêcher la polarisation du parlement entre une minorité d'élus socialistes wallons et une majorité d'élus catholiques flamands, que le scrutin proportionnel fut adopté en 1899 (sous le gouvernement de Paul de Smet de Naeyer).
En 1909, Albert Ier est le premier roi à prêter serment en français et en néerlandais. Les Flamands y voient une reconnaissance de leur culture et de leur revendication. Le Nationaal Vlaamsch Verbond organise une fête à Bruxelles à cette occasion.
En 1911, Frans Van Cauwelaert (député démocrate-chrétien), Louis Franck (député libéral) et Camille Huysmans (député socialiste) rédigèrent une proposition de loi afin de créer une université néerlandophone à Gand, mais elle fut rejetée afin de préserver l'unité du parti catholique face à l'alliance des libéraux et des socialistes.

### De 1914 à 1940
Lors de la Première Guerre mondiale, les soldats flamands ont dû combattre dans une armée dont la seule langue était le français. Aux terribles conditions de la vie dans les tranchées, subies tant par les Wallons que les Flamands (présents en proportion derrière l'Yser), s'ajouta, pour les Flamands, le sentiment d'une humiliation linguistique et sociale.
Durant le conflit, les tensions linguistiques amenèrent, côté flamand, d'une part au « frontisme » (mouvement de mécontentement des troupes flamandes commandées en français) et à l'« activisme » (collaboration avec l'occupant allemand dans la Belgique occupée). En effet, le gouverneur général allemand de la Belgique occupée, Moritz von Bissing, appliqua une politique qui répondait aux demandes flamandes (la Flamenpolitik) : création d'une université néerlandophone à Gand, division du pays en deux administrations, l'une centrée sur Bruxelles, l'autre sur Namur, élection d'un Raad van Vlaanderen, etc. Certains militants flamands (les « maximalistes », tels Auguste Borms), choisirent donc de collaborer avec l'ennemi. L'immense majorité des flamingants refusèrent cependant tout « cadeau » offert par l'occupant. Quelques Wallons autonomistes se prêtèrent au jeu allemand aussi, mais de manière moins intense[réf. souhaitée].
À l'armistice, le roi Albert Ier consulta de nombreuses personnalités politiques au château de Loppem. À l'issue de ces consultations, il fut décidé de confier à Léon Delacroix la mission de constituer un gouvernement d'unité nationale chargé de reconstruire le pays, de réformer la constitution (instauration du suffrage universel pur et simple à vingt et un ans) et d'établir un enseignement supérieur en néerlandais. Le 22 novembre, le roi annonça au Parlement que son gouvernement ferait adopter le suffrage universel, créerait une université flamande, autoriserait les coalition d'ouvriers et étendrait les lois sociales
En 1919, certains parlementaires catholiques flamands (les « minimalistes », comme Frans Van Cauwelaert), adoptent un plan minimal élaboré par le Katholieke Vlaamsche Landsbond, visant à obtenir certaines réformes : l’adoption du néerlandais comme langue de l’administration, de la justice, de l’enseignement, à égalité avec le français et la division de l’armée en unités flamandes et wallonnes.
Cependant, les réformes furent longues à venir. En effet, au Parlement, les députés flamands étaient encore largement francophones et le mouvement flamand était discrédité par les agissements des activistes minoritaires pendant la Première Guerre mondiale. En particulier, l'idée d'une université flamande à Gand était associée à la politique de l'occupant allemand. Dès 1918, les libéraux francophones de Flandre s'opposèrent violemment à ce projet, en utilisant des stéréotypes antiflamand (assimilation des Flamands aux activistes, infériorité de la culture flamande, etc.). La presse catholique francophone de Flandre et de Bruxelles critique également le projet, mais moins violemment. La presse wallonne y est par contre totalement indifférente.
Néanmoins, quelques lois réformant l'emploi des langues dans l'administration furent votées. Quant à l’université de Gand, elle n’adopta en 1923 le néerlandais comme langue d’enseignement que dans certains cours (on parle souvent de la flamandisation de l’université de Gand). La question linguistique fit tomber plusieurs gouvernements à cette époque. La lenteur des réformes causa mécontentement et radicalisation en Flandre. Les positions se durcirent donc et on passa du projet de la création d'une université flamande à Gand à celui de la suppression de l'université francophone (obtenue en 1930). Par ailleurs, l'image du roi se dégrada auprès des extrémistes flamands[non neutre], qui lui reprochaient d'avoir promis dans son discours de 1918 quelque chose qu'il ne pouvait octroyer.
Dès 1920, les franges les plus radicales du mouvement flamand organise le pèlerinage de l'Yser, manifestation qui visait à instrumentaliser la mémoire des soldats flamands tombés pendant la Grande Guerre. Le 21 juillet 1927, des flamingants qui huaient la Belgique et son roi lors de la fête nationale furent molestés par la foule à Bruxelles. En 1930, les journaux flamands De Standaard et De Schelde appellent au boycottage du défilé d'anciens combattants, organisé à l'occasion du centenaire de la Belgique, perçu comme fransquillon. Par ailleurs apparaît en 1933 le VNV, un parti qui épousa des thèses proches du nazisme. En réaction à la propagande agressive des francophones (principalement des francophones de Flandre), qui assimile flamands, flamingants et activistes, ces derniers seront progressivement perçu comme des martyrs de la cause flamande aux yeux du mouvement flamand. La question de leur amnistie devint donc ainsi une thématique importante du conflit linguistique.
C’est le Premier ministre Henri Jaspar qui œuvrera aux premières réformes d’importance : adoption du néerlandais comme unique langue d’enseignement à l’université de Gand (1930), emploi exclusif du néerlandais en Flandre et du français en Wallonie dans l’administration et les écoles (1932), la justice (1935), l’armée (1938). La Belgique se divisait ainsi en deux régions linguistiques, séparées par une ligne mouvante au gré des recensements linguistiques. Bruxelles, de plus en plus francophone, reste bilingue. C’est la concrétisation du programme de 1919 des minimalistes[réf. souhaitée].
Fin 1933, une nouvelle crise linguistique éclata à propos de la question du sort des fonctionnaires qui avaient collaboré avec l'occupant allemand. Les catholiques flamands en demandaient en effet la réintégration. Finalement, le roi proposa dans une lettre à Charles de Broqueville de confier cette problématique à une commission de hauts magistrats indépendants de l'administration. Cette proposition fut approuvée à l'unanimité par le gouvernement le lendemain et après la publication de la lettre royale, les esprits se calmèrent,.
Les activistes remporteront une victoire en 1937 avec l’amnistie de la collaboration lors de la guerre 1914-1918[réf. souhaitée].
L’entre-deux-guerres fut également la période durant laquelle la Wallonie et ses industries lourdes (sidérurgie, charbonnages) amorcèrent leur déclin économique, alors que la Flandre se développait dans des domaines nouveaux (électricité, automobile, aéronautique, mise en valeur des gisements houillers campinois)[réf. souhaitée].
Jusque-là, la question linguistique opposait principalement un groupe d’intellectuels inspirés par les idéaux du romantisme qui voulaient défendre les intérêts du peuple flamand et une élite francophone qui défendait ses privilèges (au départ principalement en Flandre et à Bruxelles, ensuite également en Wallonie). C’est pourquoi ce combat était alors intrinsèquement mêlé aux luttes sociales de l’époque (lutte pour le suffrage universel) et se passait essentiellement en Flandre. Les Wallons étaient également concernés par ce problème mais le mouvement wallon prit d'autres directions et s'explique par d'autres motivations. Il n'est pas d'abord soucieux de défendre une langue mais d'échapper à une majorité flamande cléricale et conservatrice contraire à ses aspirations politiques prioritaires (plus à gauche et plus laïques).[réf. nécessaire] Cette situation évolua progressivement à la suite de la flamandisation complète des élites flamandes, à l’affirmation de la puissance économique de la Flandre et au déclin wallon. Après guerre, on entra dans une phase de tensions entre Flamands et Wallons.

### Depuis 1940
La fin de la Seconde Guerre mondiale s’accompagna d’une différence de position entre la majorité en Flandre et la majorité en Wallonie autour de la Question royale. Lors de la consultation populaire de 1950, les deux moitiés du pays votèrent en effet en sens opposé : la Flandre, plus catholique et royaliste, soutint Léopold III, alors que la Wallonie socialiste s’opposa à son retour. Le retour du roi fut néanmoins approuvé par 57,68 % des Belges (72,2 % des Flamands, 42 % des Wallons). Dans les jours qui suivirent le retour de Léopold III en Belgique, des incidents sanglants éclatèrent en Wallonie notamment, le 30 juillet à Grâce-Berleur (où quatre personnes trouvèrent la mort dont trois anciens résistants). Une marche sur Bruxelles était prévue le 1er août contenant des éléments armés. La majorité des ministres du gouvernement se désolidarisa du roi, ce qui conduisit celui-ci à s'engager à abdiquer en faveur de son fils, Baudouin Ier, ce qui fut communiqué à la radio le 1er août à l'aube désamorçant la marche sur Bruxelles et faisant cesser l'agitation. Il le fit moins d'un an plus tard.
Du côté wallon, la revendication autonomiste avait déjà été vive avant 1914, moins importante entre les deux guerres, mais à nouveau très forte après la seconde Guerre mondiale: les Wallons étaient conscients d'être minoritaires en Belgique, ils avaient le sentiment d'avoir été abandonnés par le roi et par la Flandre (notamment certaines unités lors de la bataille de la Lys), aucune protestation n'émanant d'autorités responsables (sauf les évêques), devant la discrimination des prisonniers de guerre flamands et wallons (les premiers étaient rapidement libérés presque tous, les seconds maintenus en détention en Allemagne jusqu'à l'année 1945).[réf. souhaitée] Les 20 et 21 octobre 1945, lors du Congrès national wallon, la revendication autonomiste sur l'économie wallonne, trouva à s'exprimer notamment lors du discours de Fernand Dehousse sur le fédéralisme. Le congrès vota à l'unanimité en faveur de l'autonomie économique de la Wallonie.
En 1960-1961, le vote d’une loi-programme d’austérité, la « loi unique » enclencha un large mouvement de grève en Wallonie, alors touchée de plein fouet par le déclin de son industrie. Des voix se firent alors entendre au sud du pays pour donner plus d’autonomie à la Wallonie en matière économique, alors que les revendications flamandes à cette époque portaient surtout sur des questions culturelles (ainsi les marches sur Bruxelles du mouvement flamand).

## Rétrospective historique sur l'établissement des frontières linguistiques et l’origine des «facilités»

Belgique : les quatre régions linguistiques.

Tous ces événements conduisirent les dirigeants politiques à chercher une solution qui permette à chaque communauté linguistique de prendre son propre destin en main. Ainsi en 1962, le Parlement vota trois lois linguistiques (les lois Gilson) :
- la première fixa définitivement la frontière linguistique, avec Mouscron et Comines-Warneton en Wallonie et les Fourons en Flandre ;
- la seconde instaurait le bilinguisme dans les dix-neuf communes de Bruxelles et des « facilités » pour les francophones habitant six communes flamandes de sa périphérie ;
- la troisième réglait l’emploi des langues dans l’enseignement.

La fixation de la frontière linguistique et la fin des recensements étaient des revendications flamandes, car le néerlandais reculait à chaque recensement, en particulier dans la périphérie bruxelloise. Ainsi, trois communes furent absorbées dans la zone bilingue de Bruxelles en 1954 à la suite d'un recensement : Berchem-Sainte-Agathe, Evere et Ganshoren. La frontière linguistique était aussi voulue par les Wallons mais pour d'autres raisons: inquiets depuis longtemps de la prépondérance flamande, ils souhaitaient la contrebalancer par l'établissement du fédéralisme et ils ont calculé que cette frontière, faisant apparaître deux des éléments de l'État (territoire et population), préparait le monde politique à leurs vœux d'autonomie. Sur cette question de la frontière, les radicaux flamands étaient plus divisés, la plupart d'entre eux demeurant des unitaristes belges.
Pour les six communes à facilités de la périphérie bruxelloise (Drogenbos, Linkebeek, Rhode-Saint-Genèse, Kraainem, Wemmel, Wezembeek-Oppem) est mis en place un système dit de facilités linguistiques. Cela signifie également que les citoyens y ont la faculté de s’adresser en français aux autorités.
Avec les lois Gilson, une première étape en direction du fédéralisme était donc franchie. La victoire du parti libéral en 1965, qui fit campagne sur le thème de l’unitarisme, mettra d’autres projets de réforme en suspens pendant trois ans.
Pour être complet, ajoutons qu'il existe également des communes à facilités autour de la frontière linguistique entre les francophones et les germanophones.

### La frontière linguistique dans la vie politique
En 1967, la question de l'émancipation des Flamands et du néerlandais à l’université de Louvain (la crise de Louvain) divisa à nouveau le pays. Cette crise mena à la chute du gouvernement de Vanden Boeynants, à la scission du parti social-chrétien et au transfert à Louvain-la-Neuve de la section francophone de l’université de Louvain.
Au même moment, des églises furent fermées aux francophones en périphérie bruxelloise, comme à Beersel ou Vilvorde. Notamment l'église Saint-Jean Berchmans de Beauval,, alors que Beauval est à majorité francophone,. L'église Saint-Jean Berchmans de Beauval n'abritait alors presque plus de fidèles. Les francophones doivent par contre célébrer la messe sous une tente fournie par la YMCA et pouvant accueillir 400 personnes,. Les francophones construisent ensuite leur propre église : Église Pacem In Terris.
Durant cette période, le paysage politique belge évolua considérablement. Les trois grands partis traditionnels, les partis social-chrétien (1968), libéral (1970) et socialiste (1978, avec une première scission à Bruxelles en 1968, les Rode Leeuwen) se scindèrent successivement tous en une aile francophone et une aile néerlandophone, les tensions à l’intérieur de ces partis devenant trop fortes. D’autre part apparurent des formations à ambition communautaire, dont l’audience crut considérablement. Du côté flamand, il s’agit de la Volksunie et du côté francophone du Rassemblement wallon et du Front démocratique des francophones.
Dès lors, l'organisation des partis politiques se fait à l'intérieur de chaque communauté. Cette vision où la langue est un des éléments fondateurs de la nation relève de la modernité démocratique et emprunte tant à l'idée romantique de la Nation qu'à sa conception républicaine.
La première réforme de la Constitution belge (en 1970) entérinera la frontière linguistique en échange de « protections » pour la minorité francophone (la majorité spéciale, qui empêche que des lois telles que celles de 1962-63 puissent être votées par un seul groupe linguistique à l’avenir ; la « sonnette d'alarme » ; et un gouvernement paritaire) et de régimes particuliers sur l'emploi des langues dans certaines communes où les deux groupes linguistiques cohabitent.
En 1989, en échange d'une troisième réforme de la Constitution transférant plus d'autonomie aux entités fédérées, 19 communes de Bruxelles deviennent la Région Bruxelles-Capitale, dotée de son propre gouvernement et de son assemblée législative. Elle ne couvre que 172 kilomètres carrés. Sur son drapeau figure l'Iris, fleur des origines, quand Charles de France vint fonder la cité.[réf. souhaitée]
En 1995, la quatrième réforme de la Constitution belge transfère la tutelle sur les provinces aux régions.
En décembre 2006, une émission spéciale de la chaine RTBF a produit des turbulences. Elle avait diffusé une information fictionnelle qui reportait la séparation de la Flandre. Ce faux flash d'information, présenté comme un vrai, a interrompu le programme courant. Un grand nombre des téléspectateurs a cru qu'il s'agissait de la vérité. Une cinquantaine de personnes ont manifesté, à Bruxelles, spontanément, pour l'unité de la Belgique.[pertinence contestée]

## Problèmes actuels

### Positions flamandes, wallonnes et francophones
De manière générale, pour ce qui concerne les nouvelles demandes institutionnelles, on constate une grande cohésion dans les partis flamands qui élaborent d'ailleurs leur cahier des charges au sein même du gouvernement flamand.
Du côté francophone en revanche, à côté de la revendication d'autonomie économique de la Wallonie qui fut un des moteurs de la fédéralisation de la Belgique, les Bruxellois francophones ont une position plus orientée vers le respect de droits culturels et linguistiques. Les partis politiques francophones ont donc du mal à développer une position claire et unique et à la tenir lors de négociations.
Dès lors, les négociations institutionnelles belges se sont souvent déroulées selon le scénario suivant : les Flamands présentent leurs exigences, qu'ils justifient généralement par le principe de l’unilinguisme régional, tandis que les francophones tentent, souvent en ordre dispersé, de sauvegarder à la fois les intérêts économiques de la Wallonie, dépendante du soutien fédéral, et les intérêts culturels des francophones (en pratique, des francophones installés autour de Bruxelles en région flamande). Au mieux, les francophones ne réussissent qu'à s'accorder sur un front du refus des demandes flamandes, positions qui exaspèrent ces derniers.[source insuffisante]

### La question des «transferts» entre régions et communautés
Le financement des régions et des communautés est réglé par des lois de financement extrêmement complexes. On entend ainsi souvent des chercheurs et des hommes politiques flamands dénoncer les « transferts » de la Flandre vers la Wallonie et Bruxelles. Ils citent souvent le fait qu’il y a proportionnellement plus d’emplois publics en Wallonie et que les dépenses de sécurité sociale y sont plus élevées, en particulier en ce qui concerne le chômage et les soins de santé.
En 2005, le groupe du In de Warande, composé d'entrepreneurs et chercheurs flamands, a publié une analyse détaillant la nature et l'ampleur de ces transferts (doublée d'un appel aux Flamands en faveur de la cause séparatiste). Ce groupe estime les transferts à plus de onze milliards d'euros par an, dont plus de six milliards pour les transferts directs et le reste pour les charges de la dette publique. Ces chiffres ont été confirmés par une étude du centre de recherche Vives, qui a été publié dans Trends en avril 2011[réf. incomplète].
Le monde politique francophone a fortement critiqué les conclusions de cette analyse et les propositions jointes. Les chiffres avancés par la groupe In de Warande ont été démentis par un Courrier hebdomadaire du CRISP et quelques professeurs francophones ont discuté des éléments importants de l'analyse (sans se prononcer sur la solution avancée par le groupe In de Warande). Les auteurs du Courrier du CRISP relèvent que la notion même de transfert dans le domaine de la dette publique, du fonctionnement de l'État fédéral et de la Sécurité sociale est profondément discutable.
Dans le domaine de la dette publique parce que rien n'indique que les prêteurs flamands à l'État belge seraient lésés. Dans le domaine du fonctionnement de l'État fédéral, car les agents de l'État ou fonctionnaires sont payés en fonction d'un travail presté exactement comme les fournisseurs de cet État. Hugo Schiltz avait fait valoir dans la revue Res Publicca à la fin des années 1980 que la Flandre exportait autant en RFA qu'en Wallonie. La Fédération des entreprises de Belgique (FEB) n'aboutit nullement à des chiffres semblables à ceux du groupe In de Warande, mais établit un chiffre autour de trois milliards d'euros.
Les syndicats nationaux discutent également cette analyse et ne partagent pas les propositions de In de Warande. Le mercredi 31 janvier 2007, le président flamand Yves Leterme souligna, à la suite d'un discours très engagé d'Elio Di Rupo au Parlement wallon le même jour, que la Wallonie était le principal pays d'exportation de la Flandre, ce qui corrobore, vingt ans après, les analyses d'Hugo Schiltz. En septembre 2007, Philippe Engels et Pierre Havaux (Le Vif/L'Express) démentent que le montant des transferts de la Flandre à la Wallonie et à Bruxelles atteindrait 10 milliards d'euros (Manifeste In de Warrande), ni même 6 milliards (études de la KBC et de la KUL), mais devrait se situer à 5,6 milliards d'€.
En 1999, Ph. Docquier et F. Cattoir avaient évalué le montant de ces transferts, pour la seule sécurité sociale à 68 milliards d'anciens FB, pour la Wallonie seule, soit 1,7 milliard d'euros. En 1999, ce chiffre représentait 0,73 % du PIB belge (0,20 % pour les soins de santé, 0,27 % pour les pensions, 0,12 % pour le chômage). Les auteurs signalaient en 1999 que ces transferts passeraient en soins de santé de 0,20 % à 0,14 % en 2015 et qu'il fallait s'attendre aussi à une diminution des transferts vers la Wallonie en matière de pensions, vu les prévisions du vieillissement de la population dans les deux régions d'ici 2050.

### L’emploi des langues française et néerlandaise à Bruxelles et en périphérie
Les services publics locaux de la région bruxelloise, comme les hôpitaux publics, sont bilingues (alors que quelques hôpitaux privés ont opté pour un régime unilingue).
Un accord dit « de courtoisie linguistique » avait été signé entre ministres bruxellois francophones et flamands pour assouplir l’obligation de bilinguisme dans les services publics, mais il a été cassé par le Conseil d’État. Les Flamands estiment ne pas avoir constaté de véritable progrès. C’est ce qui a été constaté par un rapporteur du Conseil de l'Europe et reconnu en 2003 par le ministre compétent, le socialiste francophone Rudy Demotte. Cet état de fait s’explique en partie par le fait que Bruxelles-Capitale a une population majoritairement francophone (de 76,7 % à plus de 85 %) où il est difficile d'imposer un bilinguisme intégral, et par le déficit chronique de main-d’œuvre dans le secteur hospitalier.

### Apparition de l'anglais et immigration allophone
Sont présents plus de 200 000 étrangers européens et aussi en provenance de pays africains et arabes dont beaucoup ne parlent ni le français ni le néerlandais. Les plus actifs et les plus importants par leur niveau social sont des anglophones de la communauté européenne, mais aussi des lobbys internationaux qui imposent de fait l'anglais comme langue de communication. L'usage de la langue française à Bruxelles s'accommode, jusqu'ici, de cette pression linguistique.[réf. nécessaire]
Mais les minorités anglophones et allemandes, qui ont leurs propres écoles privées, sont aussi installées dans la périphérie urbaine des communes du Brabant flamand dites à « facilités » parce que la population de langue française y dispose de quelques règlements permettant l'usage du français dans les rapports avec l'administration locale. L'arrivée de non néerlandophones de provenance internationale, venant s'ajouter aux francophones locaux, ne manque pas d'inquiéter les responsables politiques flamands qui constatent que l'usage de la langue néerlandaise recule dans le secteur privé des commerces. L'usage des langues est, en effet, réglementé uniquement dans le secteur public des administrations et des écoles. Il est libre pour ce qui est des relations privées et de l'enseignement privé.
Cette évolution est lourde de conséquences pour l'homogénéité linguistique flamande qui est la règle dans le Brabant flamand car elle menace la réputation de la Flandre[non neutre], et même de la Belgique, qui font l'objet d'investigations internationales à ce sujet, des plaintes ayant entraîné une enquête du Conseil de l'Europe. Comme on peut le lire plus loin dans le chapitre consacré à la situation belge par rapport à la loi cadre sur la protection des minorités, les délégués du Conseil de l'Europe ont constaté des infractions[réf. nécessaire] aux principes contenus dans cette loi qui a bien été signée par la Belgique, mais dont la majorité flamande du parlement belge a refusé la ratification.
Cette situation est particulière à la Flandre et ne concernent pas la ville-région de Bruxelles Capitale qui se caractérise par une tolérance générale.[non neutre]

### L’emploi des langues en Brabant Flamand
- > 80% de francophone
- 50 à 80% de francophone
- 20 à 50% de francophone
- 5 à 20% de francophone

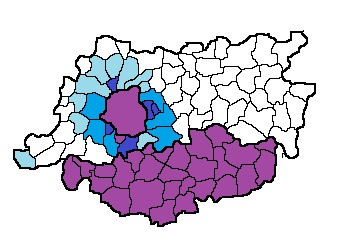
Part de francophone dans l'ancienne province du Brabant.
> 80% de francophone
50 à 80% de francophone
20 à 50% de francophone
5 à 20% de francophone
Sources,,.

Dans les communes périphériques de Bruxelles, l'installation progressive d'habitants francophones provenant de Bruxelles a été dès les années 1960 perçue par les Flamands comme une francisation d'un territoire flamand, le phénomène étant appelé par eux la « tache d'huile » (olievlek). Cette extension avait pour conséquence que des communes flamandes devenaient bilingues. Les lois de 1963 qui fixent les frontières linguistiques arrêtèrent cette extension tout en accordant aux francophones de certaines communes d'interagir avec les autorités dans leur langue. La part de francophone dans la périphérie bruxelloise reste non négligeable puisqu'elle compterait 166 000 personnes soit 10 % de la population du brabant flamand.
Francophones et néerlandophones sont opposés sur la façon dont les facilités doivent être appliquées dans les six communes à facilités, de même que sur le maintien des « facilités ». La majeure partie de la classe politique flamande, qui a toujours conçu les « facilités » comme transitoires, demande de plus en plus souvent[réf. nécessaire] d’en diminuer la portée, voire de les supprimer.[réf. nécessaire]

### L’arrondissement électoral de Bruxelles-Hal-Vilvorde («BHV»)
La question de l'arrondissement de Bruxelles-Hal-Vilvorde, dit aussi BHV, est liée à un compromis remontant à la fixation des frontières linguistiques en 1962,. Ce compromis, qui crée un arrondissement électoral bilingue, permet aux habitants de l'arrondissement de voter pour des listes francophones ou flamandes. Pour les francophones, ce compromis est la concession politique accordée aux francophones habitant en territoire flamand en contrepartie de la fixation définitive des frontières linguistiques et du territoire de Bruxelles à ses 19 communes (la création des communes à facilités, qui participait du même compromis).
L'accord sera remis en cause, mais maintenu, y compris en 1995, lors de la scission de la province de Brabant en Brabant flamand et Brabant wallon sous le gouvernement Dehaene I (CVP), et en 2002, lorsque, sous le gouvernement Verhofstadt I (VLD), les frontières des circonscriptions électorales sont modifiées pour correspondre aux frontières provinciales : l'exception « BHV » est maintenue.
Cependant, le maintien de BHV dans ces conditions avait des conséquences non désirées : ainsi, contrairement à la situation dans les autres provinces, un candidat à la Chambre se présentant à Louvain (Brabant-Flamand), ne peut faire campagne que dans la moitié de sa province, l'autre faisant partie de l'arrondissement BHV. À la suite d'un recours introduit par l'opposition flamande de l'époque, la Cour constitutionnelle a jugé cette loi électorale inconstitutionnelle, puisque discriminatoire. Elle stipule qu'« une nouvelle composition des circonscriptions électorales de l'ancienne province de Brabant peut être accompagnée de modalités spéciales qui peuvent différer de celles qui valent pour les autres circonscriptions électorales, afin de garantir les intérêts légitimes des néerlandophones et des francophones dans cette ancienne province. »
Les Flamands se sont basés sur cette décision de la Cour d'Arbitrage pour exiger la scission de l'arrondissement électoral, tandis que les francophones soulignent le fait que la Cour n'a pas imposé la scission comme solution au problème soulevé, ce qui laissait ouverte une série d'options, tel que le retour aux circonscriptions électorales d'avant 2002. Par ailleurs, les francophones insistent sur le maintien d'un mécanisme qui permette aux francophones de voter pour des listes francophones avec des candidats d'en dehors de la Région flamande.
La question de BHV, devenue aigüe en 2004, a constitué une première dans l’histoire institutionnelle du pays, à savoir que les Flamands, n’ont pas obtenu ce qu'ils souhaitaient,[non neutre] notamment parce qu'ils exigeaient sans contrepartie l’abandon de quelque chose de très symbolique pour les francophones. La demande avait cependant aussi un fort caractère symbolique pour les Flamands, et l’échec des négociations de 2004 a été durement ressenti par certains. La mise au frigo, comme certains[Qui ?] en ont parlé alors, n'a cependant pas apaisé les tensions, puisqu'à la suite des élections fédérales de juin 2007, les partis pressentis pour former un gouvernement calent littéralement sur les questions communautaires, dont BHV.
Le 7 novembre 2007, les Flamands ont usé de leur majorité au Parlement belge lors d'un vote en commission de l'intérieur, visant à scinder l'arrondissement Bruxelles-Hal-Vilvorde. Les francophones, afin de laisser du temps à la négociation[non neutre], ont voté des procédures en conflit d'intérêts (suspendant le passage de la loi à la chambre pendant 120 jours) au parlement de la Communauté française, de la COCOF, de la Région wallonne et de la Communauté germanophone.
Bien que n'ayant aucun effet juridique immédiat, la procédure a choqué dans le contexte politique présent, même si ce n'est pas la première fois qu'un tel phénomène se produit puisqu'en 1921 (bilinguisme généralisé dans toutes les administrations), en 1938 (vote des projets de loi séparant l'Armée belge en régiments wallons et flamands), en 1962 (vote de la loi clichant la Frontière linguistique, annexant notamment Fourons au Limbourg et Mouscron Comines à la Province de Hainaut), les représentants de la Flandre avaient déjà agi de même. C'est d'ailleurs la raison pour laquelle dans les années 1960 fut mise en œuvre la procédure dite de la Sonnette d'alarme permettant aux Wallons et francophones minoritaires de mettre en cause légalement de tels votes, procédure engagée ici et qui a pour effet de geler le projet de loi.[réf. nécessaire]
Une fois les procédures en conflit d'intérêts terminées, la Chambre pourra voter la proposition de loi. Elle passera alors en vote en commission de l'intérieur au Sénat puis en séance plénière. Les politologues estiment que les ministres francophones démissionneront avant ce dernier vote, faisant ainsi tomber le gouvernement, et empêchant donc le Roi de sanctionner la loi (le Roi a besoin d'un contreseing ministériel pour ses actes officiels).
Le caractère minoritaire des Wallons ou, en général, des francophones en Belgique est l'une des raisons des conflits communautaires tels qu'ils pouvaient être vécus déjà au début du xxe siècle notamment par un Jules Destrée avec sa Lettre au Roi sur la séparation de la Wallonie et de la Flandre de 1912.

### La ratification de la convention-cadre du Conseil de l’Europe concernant la protection des minorités
La Belgique n’a toujours[non neutre] pas ratifié la convention-cadre du Conseil de l’Europe concernant la protection des minorités.
La raison principale en est l'absence de consensus au parlement belge sur les modalités de ratification. La majorité flamande insiste pour qu'il n'y ait qu'une minorité belge reconnue, les germanophones, et pour que ce point soit confirmé dans la ratification. Les francophones insistent pour que les francophones en Flandre bénéficient de ce statut de minorité nationale.
Le monde politique flamand craint que des francophones vivant en Flandre, en particulier dans la périphérie bruxelloise, utilisent cette convention pour poursuivre les autorités flamandes pour non-respect des droits des minorités. Pour les flamands, les minorités belges représentent, à l’échelle nationale, des communautés constituantes qui ont réglé par la négociation les garanties quant au respect de leurs droits réciproques. Ces minorités constituantes ne devraient donc pas être visées par la convention, mais cette dernière ne contient pas une définition claire de ce qui constitue une minorité nationale.
Les opinions des experts sur la question ne sont pas sans ambigüités. Le Conseil de l’Europe a envoyé deux rapporteurs qui ont constaté certaines situations qui pourraient être concernées par Convention internationale sur la protection des minorités nationales, et le Conseil a recommandé à la Belgique de ratifier la Convention, mes ces rapports ne sont pas juridiquement contraignants.[réf. nécessaire]

## Positions indépendantistes (séparatistes) flamandes
Les positions séparatistes flamandes, que l'on retrouve chez les partis séparatistes flamands et aussi chez certains flamingants (ou Vlaamsgezinden, terme à signification moins radicale que flaminganten) de tendances indépendantistes (ou séparatistes selon le point de vue de chacun) se caractérisent par les revendications suivantes :
- scission de la Belgique et indépendance pour la Flandre ;
- incorporation de Bruxelles dans la Flandre ;[réf. nécessaire]

En 2012, le plus important parti séparatiste est la N-VA (Nieuw-Vlaamse Alliantie), né de la dislocation de la Volksunie en 2001. Ce parti a été à deux reprises membre du gouvernement flamand. Il est devenu, en juin 2010, le parti le mieux représenté (18 %) à la Chambre des représentants de l'État fédéral belge. La revendication principale de la N-VA est l’indépendance de la Flandre, dans le cadre de l’Union européenne. Le parti revendique cette indépendance de manière politique, ce qui est confirmé par le programme qui indique que la paix est la priorité absolue. Le parti se trouve à la droite de l'échiquier politique.
Les autres partis séparatistes flamands sont la Vlaams Belang (parti d’extrême droite) et la SLP. Les partis flamands CD&V, Open VLD et LDD, sont des partis qui se trouvent au centre de l'échiquier politique et militent pour une Flandre plus autonome.

## Positions séparatistes et réunionistes wallonnes
Depuis 1945, plusieurs courants politiques se sont exprimés en faveur du séparatisme, notamment le Rassemblement Wallonie France, qui milite également pour le réunionisme, c'est-à-dire le rattachement de la Wallonie et de Bruxelles à la France. Bien qu'ayant récolté un faible nombre de voix aux dernières élections, le RWF fait de plus en plus parler de lui par le biais des sites et des forums qui ont contribué à sa popularité en sondant les internautes sur l'hypothèse d'un rattachement des deux communautés francophones à la France.

## Problèmes de communication entre francophones et Flamands

### L’usage des dialectes complique la communication
Ces parlers locaux sont encore vivaces en Flandre, moins en Wallonie. En Flandre, il existe des variations de ville en ville, parfois difficilement compréhensibles même pour des néerlandophones. La VRT sous-titre parfois en Algemeen Nederlands les conversations en dialecte. Il est rarissime de trouver un Wallon de moins de trente ans capable de parler le wallon couramment, le rapport entre la langue régionale et le français en Wallonie n'a pas empêché une réelle diglossie (wallon/français), mais qui se différencie nettement de l'expérience racontée par Hugo de Ridder à propos de Wilfried Martens au début des années 1950 : « Dès sa quatorzième année, il renonce à l'emploi du dialecte et commence avec quelque cinq autres condisciples de classe, à parler l'Algemeen Beschaafd Nederlands. Comme à la radio. Au collège, de nombreux enseignants parlent encore une sorte de langue intermédiaire et n'encouragent certainement pas l'emploi de l'ABN. Au contraire, ils y voient une expression de l'extrémisme flamand. » On imagine mal des enseignants en Wallonie parler une autre langue que le français même déjà au niveau de l'école primaire et décourager de le parler (à la même époque - 1950 - et même bien avant), ce qui ne signifie pas qu'ils réprouvent tous l'usage du wallon, loin de là. L'œuvre de l'écrivain wallon Paul Biron, né en 1920, connut un succès énorme entre 1950 et 1990 et elle est rédigée dans ce « langage intermédiaire » dont parle Hugo de Ridder. Depuis plus d'un demi-siècle, cette situation est rectifiée dans l'enseignement flamand : les enseignants sont obligés de donner leurs cours dans l'AN (Algemeen Nederlands - Néerlandais général), et les étudiants sont encouragés à apprendre l'AN, gardant du respect pour les dialectes et les autres langues.

## L'apprentissage des langues en Belgique
Des deux côtés de la frontière linguistique, les élèves apprennent l'autre langue nationale à l'école primaire et secondaire, la loi prévoyant à partir de la 5e année d'études.
- Dans les régions néerlandophones, la deuxième langue est obligatoirement le français[98]
- Dans les régions francophones, la deuxième langue est, au choix, le néerlandais, l'allemand ou l'anglais[98].
- Dans les régions germanophones, l'allemand ou le français (selon la première langue) est obligatoire[98].
- En région de Bruxelles-Capitale, l'apprentissage du néerlandais ou du français (selon la première langue) comme première langue vivante est obligatoire[99].

Récemment l’apprentissage de l’anglais, plus international, devient prédominant et remplace de plus en plus la connaissance de la première langue nationale au sud du pays.
En Flandre, l'apprentissage du français et de l'anglais est obligatoire, et souvent l’allemand s’y ajoute (ou, moins fréquemment, l'espagnol).
Par ailleurs, on note la création récente et le développement rapide en communauté française d’écoles dites d’immersion linguistique (cours donnés en néerlandais, anglais ou allemand).

## Problèmes entre Wallons et germanophones
Les initiatives de la Communauté germanophone en 2003 indiquent l’existence de certains problèmes entre les politiciens et institutions germanophones et francophones. Ces problèmes sont liés en partie à la petite taille de la Communauté germanophone. Cela crée une situation de minorisation de fait par rapport aux institutions wallonnes qui sont compétentes pour toutes les compétences régionales. À cela s’ajoute une tendance politique (surtout auprès du PS wallon) de vouloir constituer (imposer) des coalitions politiques identiques pour tous les exécutifs des régions et communautés pour lesquelles le PS est actif. Cela s’est déjà traduit dans des pressions venant de Namur pour changer une coalition dans l’exécutif germanophone pour la rendre en harmonie avec la couleur politique de l’exécutif wallon.
L’exécutif germanophone essaie depuis quelques années, en réaction à cela, d’obtenir une plus grande autonomie, et de préférence aussi des compétences régionales (surtout compétences internes).
Ces problèmes sont d’ordre politique. Ils ne gênent que très peu la communication entre citoyens germanophones et wallons.
Un certain nombre de compétences de la Région wallonne ont été transférées à la Communauté germanophone à partir du 1er janvier 2005, dont :
- les fabriques d’église,
- la tutelle sur les communes et les zones de police de la Communauté germanophone,
- le financement des communes (le fonds des communes et les travaux subsidiés),
- les funérailles et sépultures.